# Кутманалиев, Эшим Кутманалиевич
Эши́м Кутманали́евич Кутманали́ев (10 мая 1938, село Кен-Арал, Таласский район, Киргизская ССР, СССР — 9 января 2013) — президент Национального олимпийского комитета Кыргызстана (1991—2004, 2005—2006). Мастер спорта СССР по вольной борьбе. Заслуженный тренер Кыргызстана, заслуженный деятель культуры Кыргызстана, почётный профессор, академик Международной академии творчества (Москва), почётный профессор Государственного института физкультуры в Бишкеке. Кыргыз.

## Биография
Эшим Кутманалиев родился 10 мая 1938 года в селе Кен-Арал Таласского района.
В 1961 году окончил Киргизский государственный институт физической культуры. После его окончания преподавал физическую культуру в Киргизском сельскохозяйственном институте. Являлся заместителем председателя, а с 1969 года председателем Центрального совета спортивного общества «Алга».
С 1987 по 1991 год занимал должность председателя Государственный комитет по физкультуре и спорту Киргизской ССР.
В 1991 году Кутманалиев был избран президентом Национального олимпийского комитета Кыргызстана. Занимал эту должность до 23 декабря 2004 года, добровольно уступив своё место Айдару Акаеву.
Был автором идеи Центральноазиатских игр, которая получила поддержку Международного олимпийского комитета; по его инициативе Кутманалиева была образована пятая зона Азиатского олимпийского комитета. 30 марта 2005 года на внеочередной конференции НОК Киргизии Кутманалиев был снова избран президентом Национального олимпийского комитета.
Вместе с этим, с ноября 2000 года был членом коллегии Государственного агентства по туризму и спорту при Правительстве Киргизии. Кроме того, являлся президентом Федерации лёгкой атлетики Киргизии.
Под его руководством национальные команды Кыргызстана принимали участие в I Играх женщин исламских государств (Иран, 1993), Азиатских играх, Центрально-Азиатских играх, Спартакиаде государств CHГ, Олимпийских играх (Альбервиль, Haгано, Лейк-Плэсид, Барселона, Атланта, Сидней), Всемирных студенческих играх в Японии, Испании, КНР, Корее.
Умер 9 января 2013 года.
Прощание с Эшимом Кутманалиевым состоялось 11 января во дворце спорта. Похоронен на Ала-Арчинском кладбище.

## Награды, звания
- Заслуженный тренер Киргизии
- Заслуженный деятель культуры Киргизии
- два ордена «Знак почёта»
- медаль «За трудовое отличие»
- почётные грамоты Верховного совета Киргизии
- медаль «Данк».

## Семья
Первая жена Антонина — Вторая жена — Кульбайра Кутманалиева. Дети — сыновья Артур, Зухридин и дочери Гульнара и Мээрим.